# Palmiarnia Miejska w Gliwicach

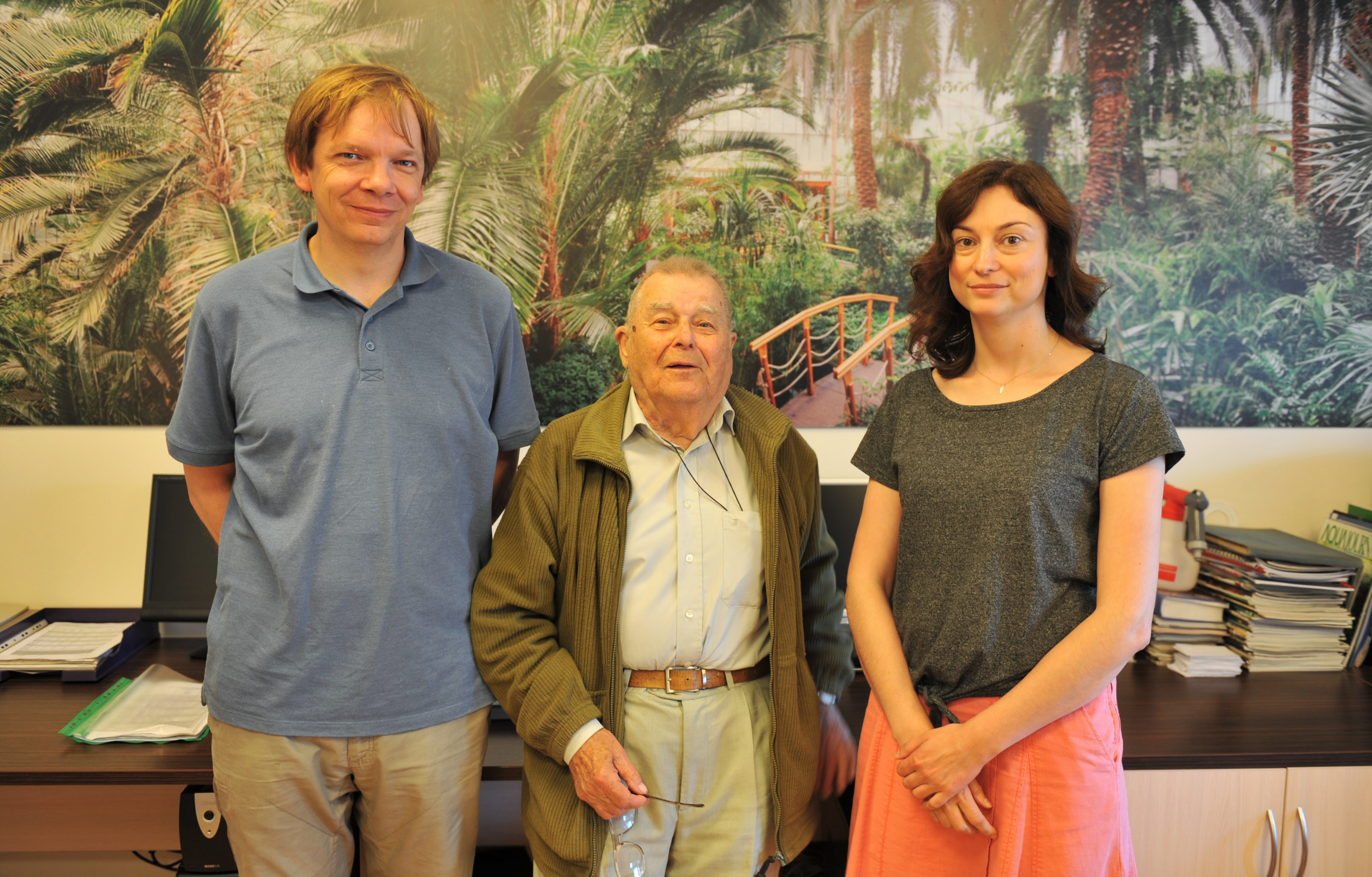
Projektant palmiarni, Andrzej Musialik (w środku), kierownik Marek Bytnar i jego zastępczyni Barbara Trzebińska (maj 2018)

Palmiarnia Miejska w Gliwicach – palmiarnia usytuowana przy ulicy Aleksandra Fredry w Gliwicach, na terenie parku im. Fryderyka Chopina.

## Informacje ogólne
Budynek palmiarni to nowoczesna konstrukcja architektoniczna o powierzchni użytkowej 2000 m². Rośnie w nim ponad 5600 roślin, a najstarsze okazy mają ponad 150 lat.
Palmiarnia jest podzielona na pięć pawilonów tematycznych – piąty, akwarystyczny, oddano do użytku w 2012. W pierwszych czterech, oprócz egzotycznych roślin, znajdują się również terraria z gadami, akwaria z żółwiami i płaszczkami, klatki z egzotycznymi papugami i kanarkami oraz terrarium z liśćcami.
Przed głównym wejściem umieszczono rzeźby Lwów leżących.

## Historia
Pierwsze szklarnie na terenie obecnego parku Chopina w Gliwicach skonstruowano już około 1880. Obecna palmiarnia powstała w 1924 i od tego czasu była wielokrotnie przebudowywana.

## Pawilony
- pawilon I – rośliny użytkowe
- pawilon II – rośliny tropikalne
- pawilon III – historyczny
- pawilon IV – sukulenty
- pawilon V – akwaria

## Galeria

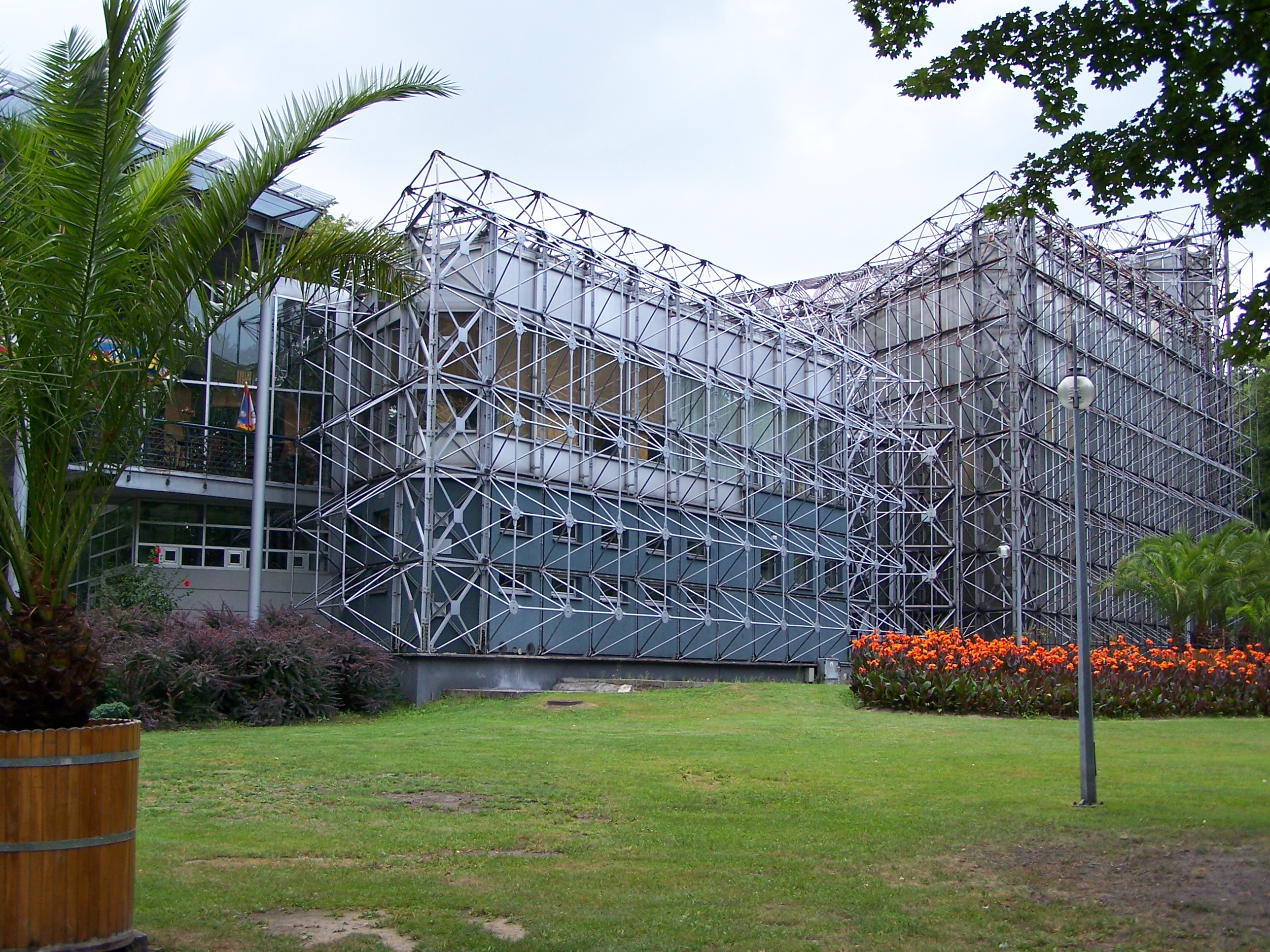
Palmiarnia z zewnątrz
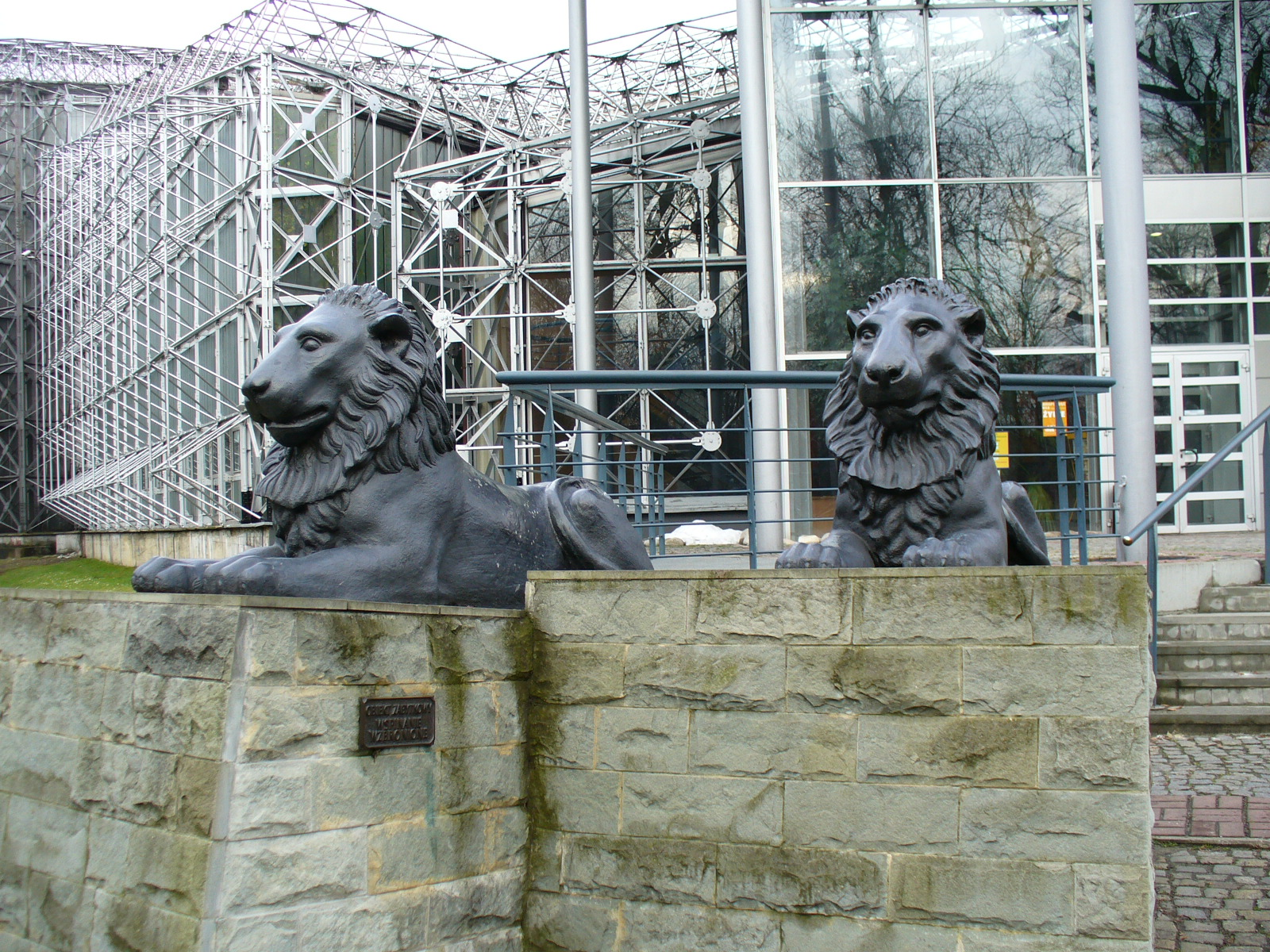
Rzeźby Lwy leżące przed wejściem
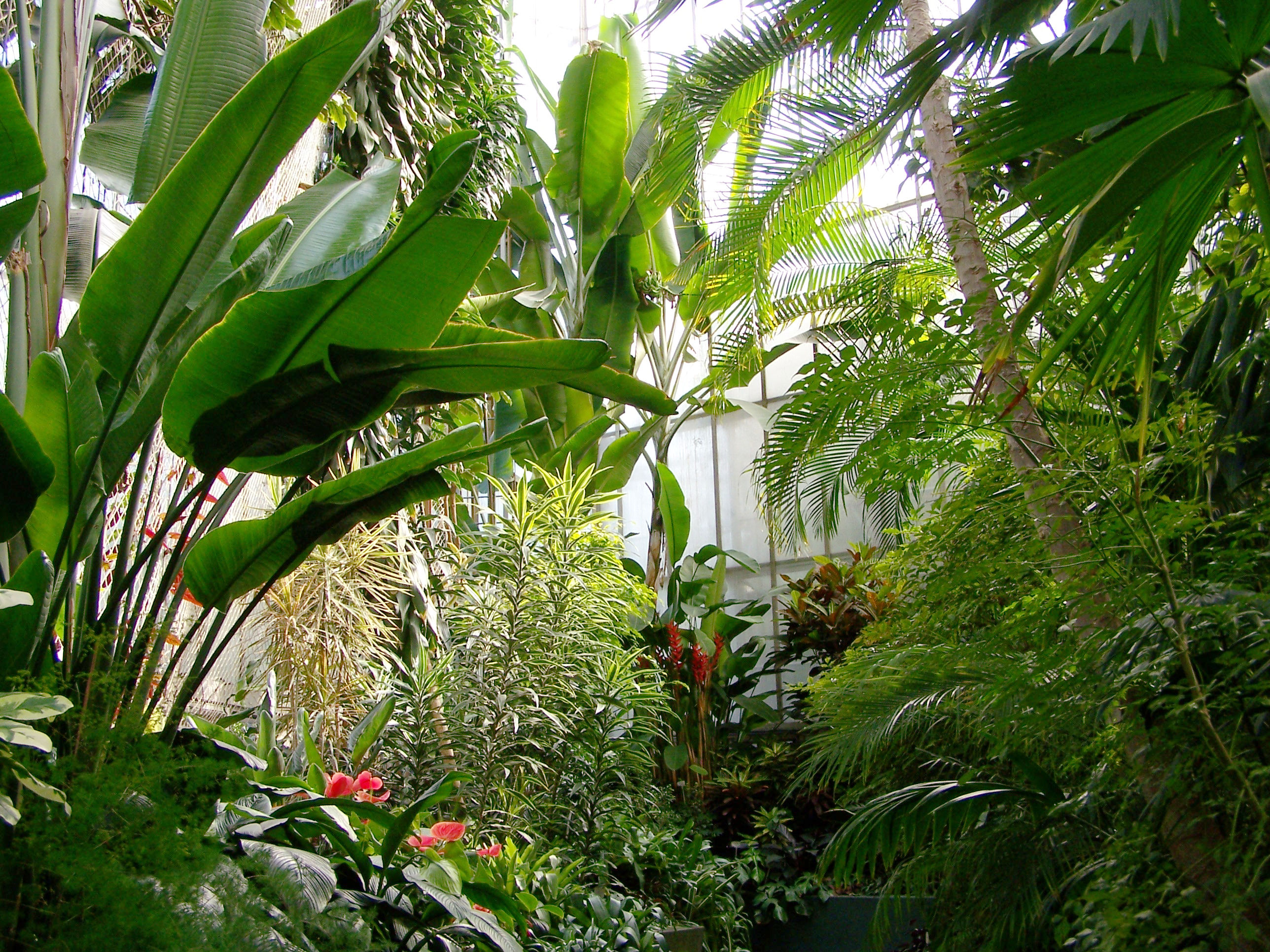
Wnętrze gliwickiej palmiarni
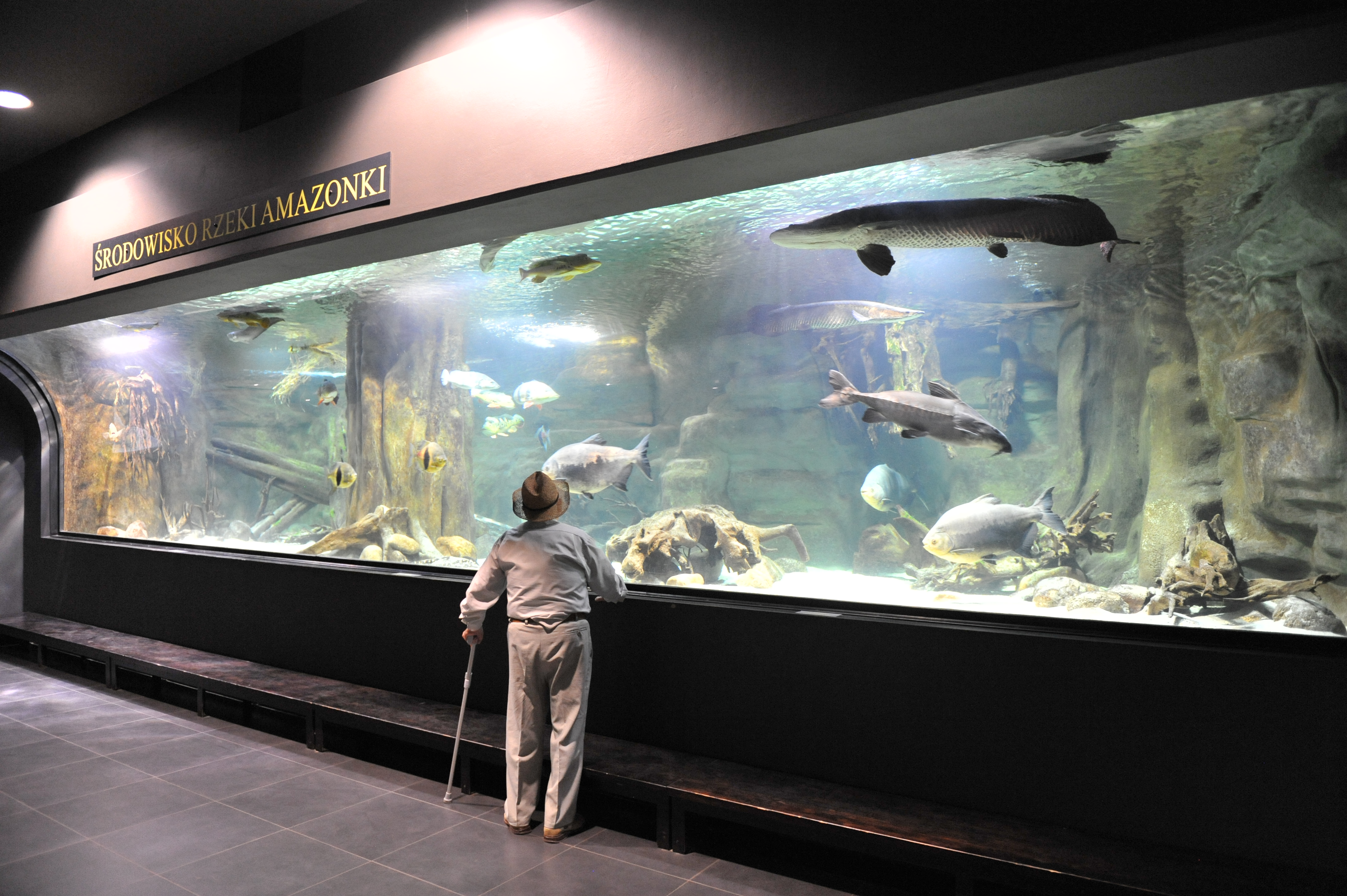
Zbiornik imitujący środowisko Amazonki
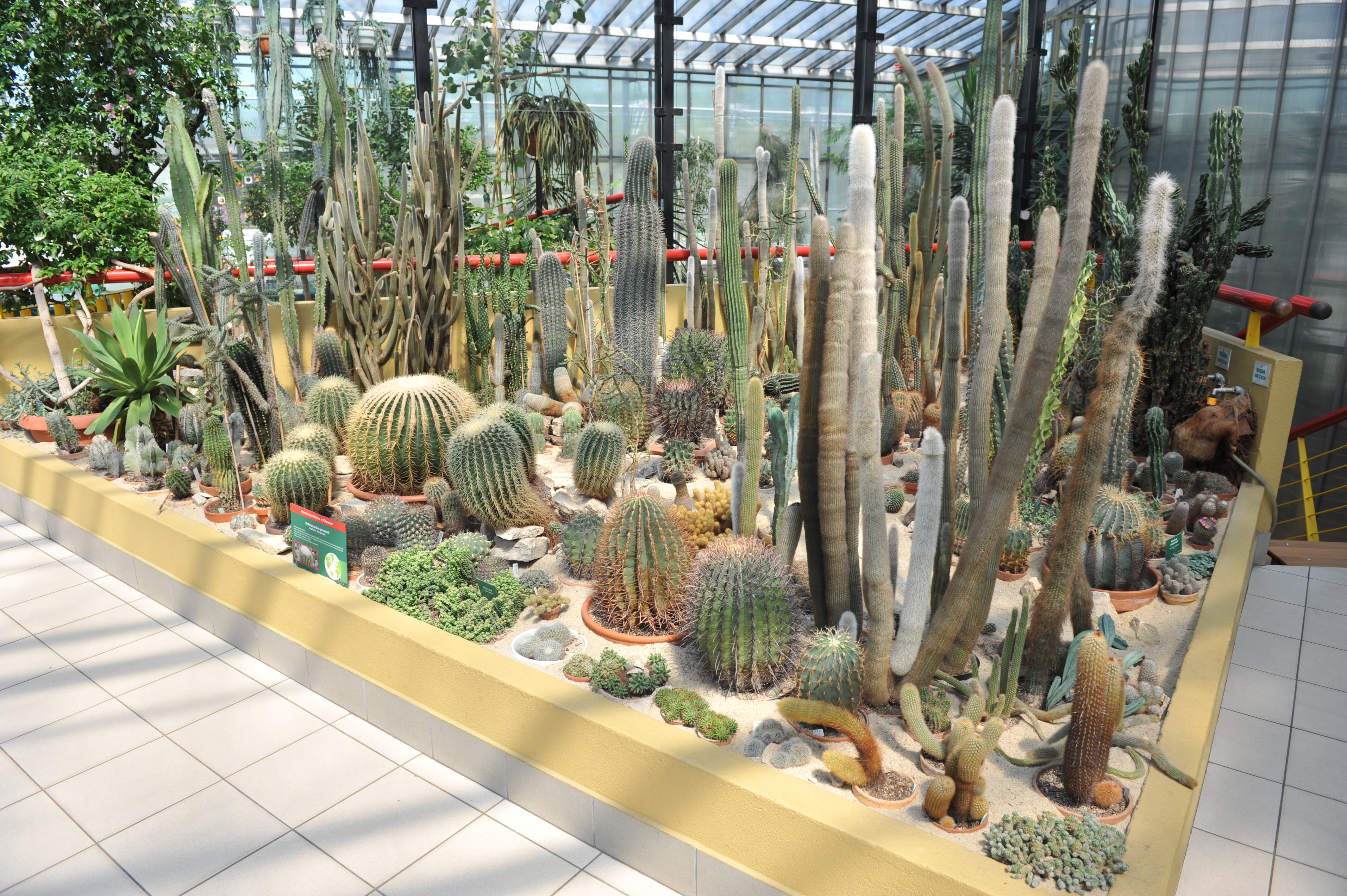
Kaktusy
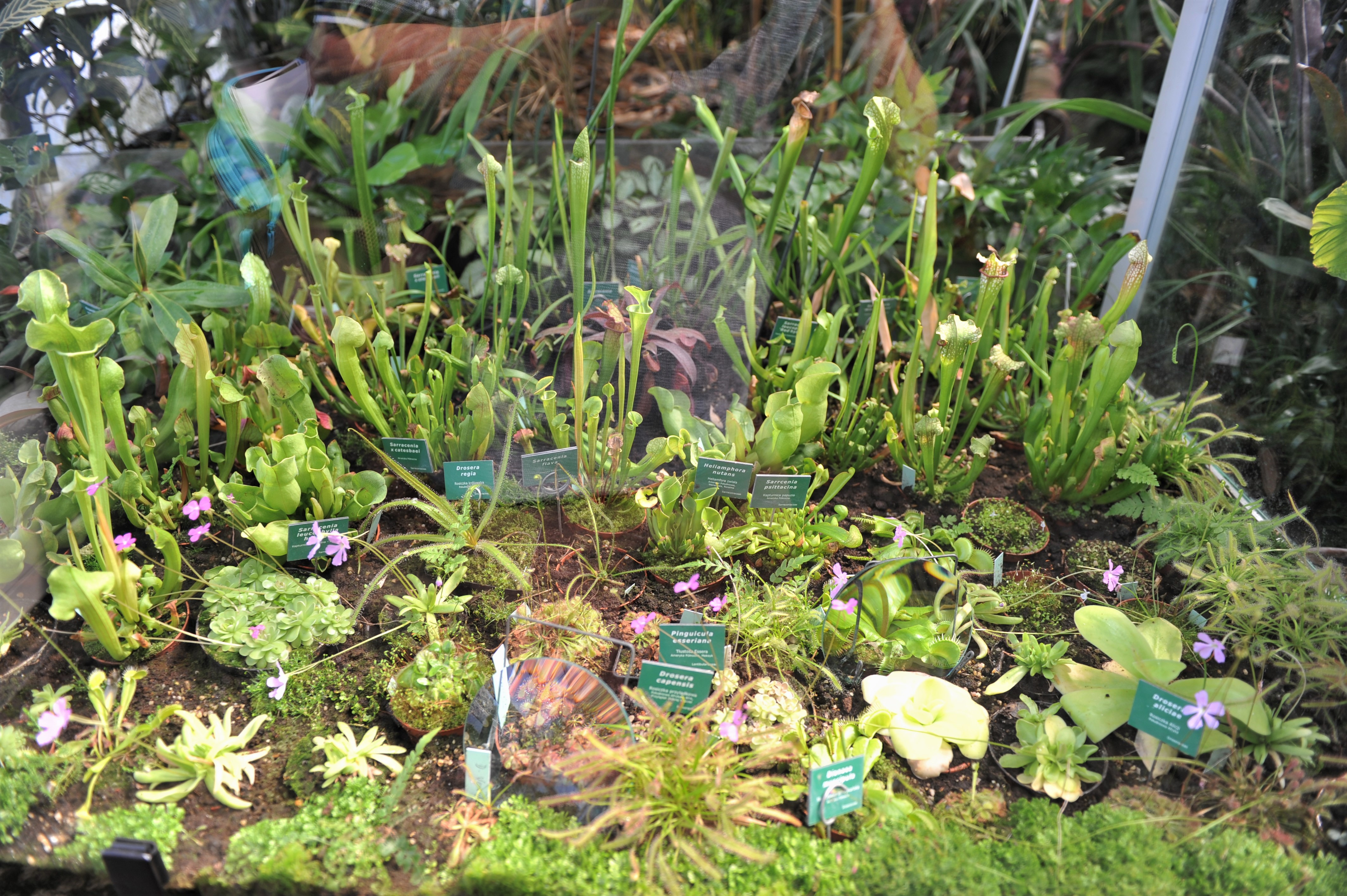
Rośliny mięsożerne
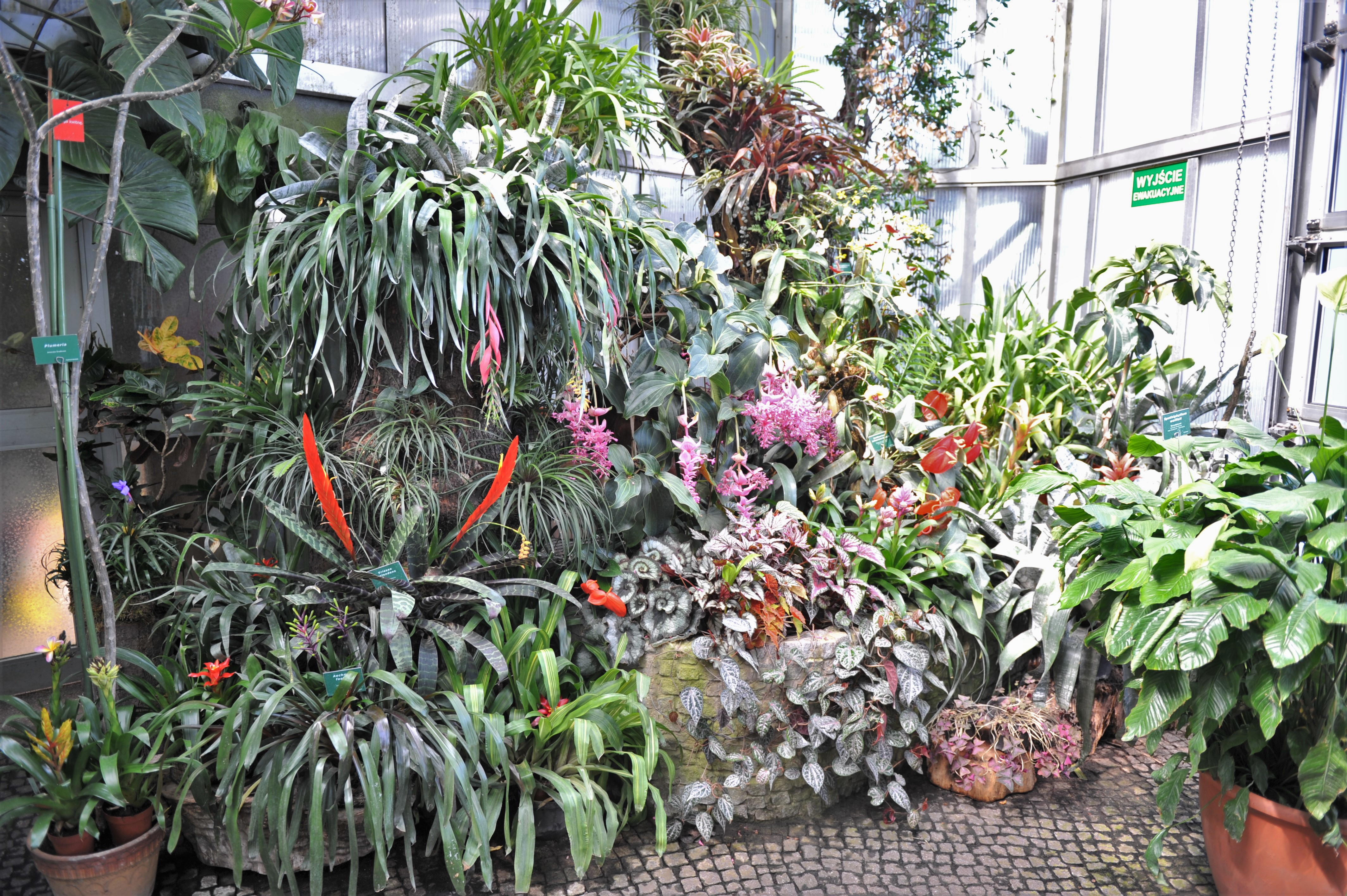
Rośliny tropikalne
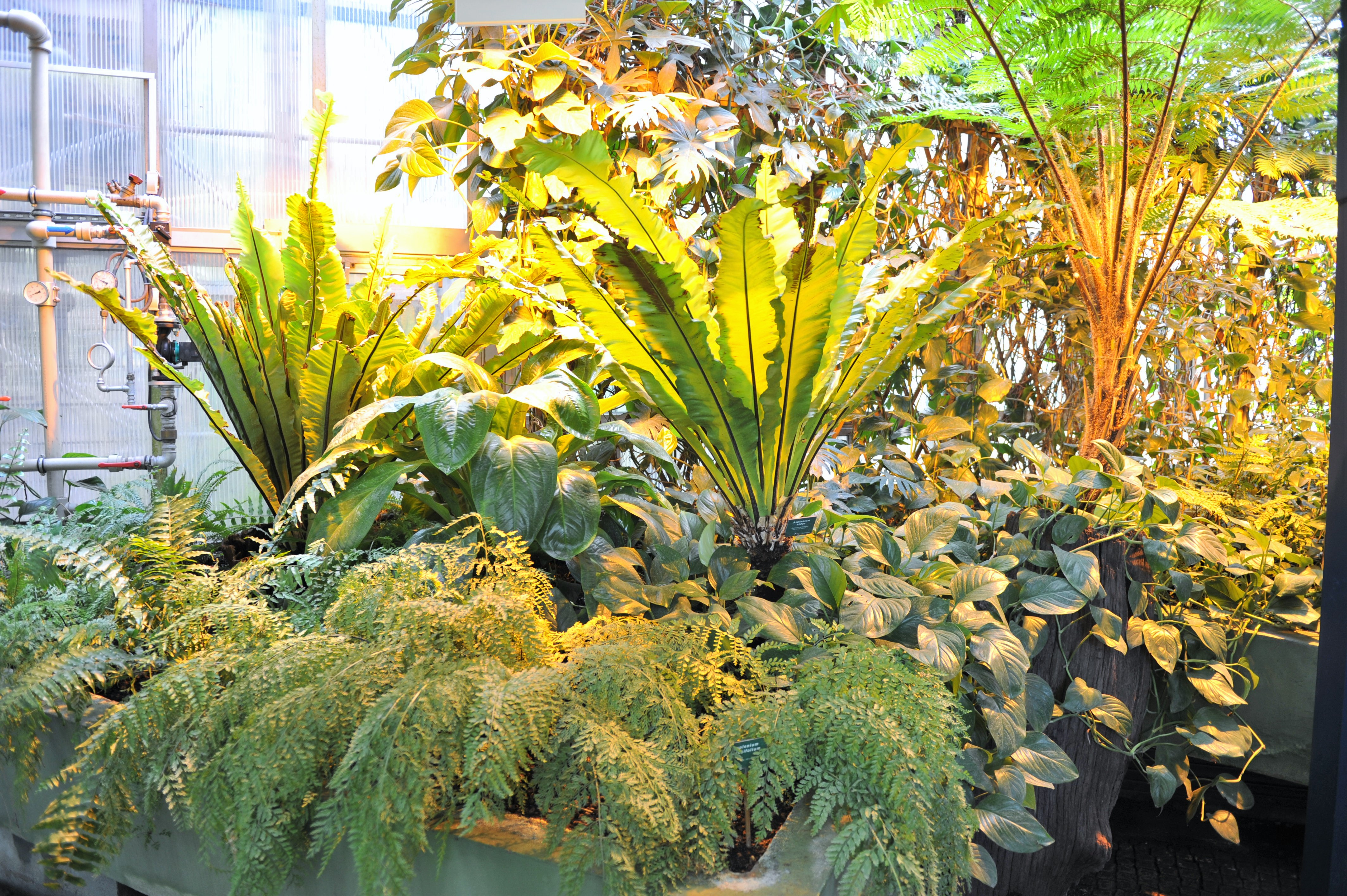
Paprocie